# پرستوی سینه‌سرخ
پرستوی سینه‌سرخ (نام علمی: Hirundo lucida) نام یک گونه از سرده پرستوهای نمادین است.